# Башкирська Ургінка
Башкирська У́ргінка (рос. Башкирская Ургинка, башк. Башҡорт Үргене) — присілок у складі Зіанчуринського району Башкортостану, Росія. Входить до складу Новопетровської сільської ради.
Населення — 866 осіб (2010; 992 в 2002).
Національний склад:
- башкири — 99%

## Видатні уродженці
- Абдуллін Азат Хаматович — башкирський драматург, прозаїк.